# Ellhorn

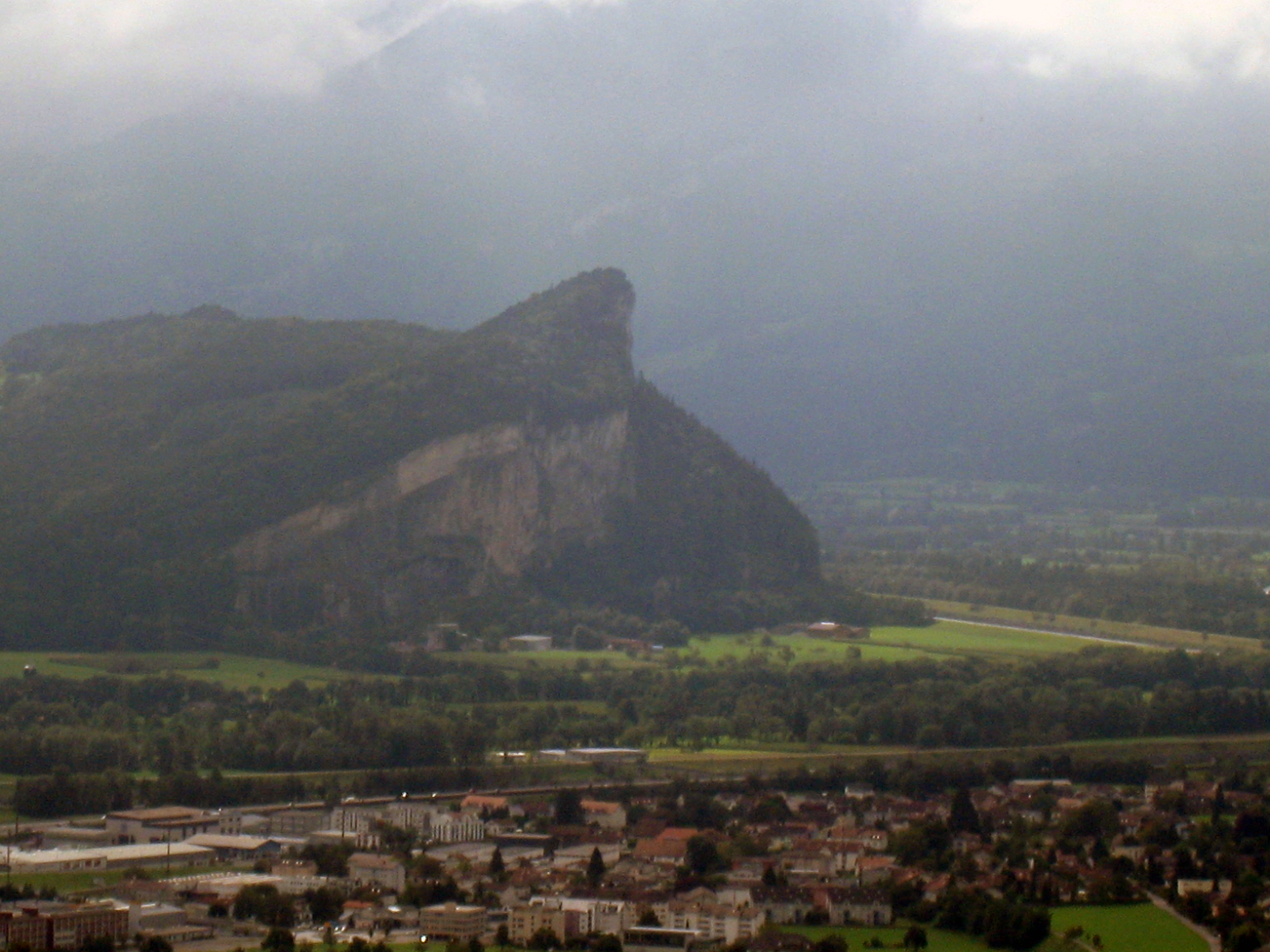
Ellhorn von Magletsch aus

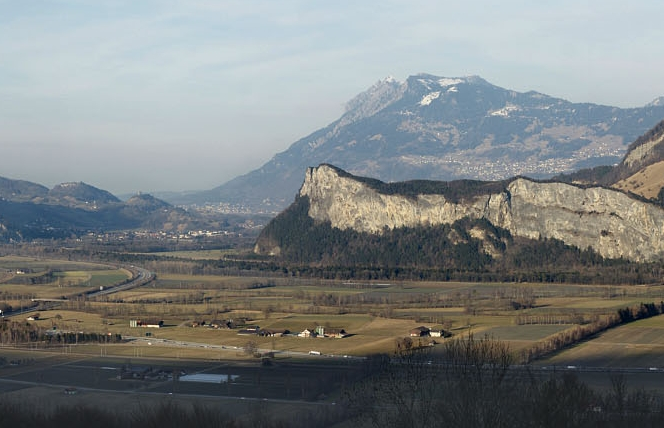
Ellhorn, in der Bildmitte, von Vilters aus, im Hintergrund Gafleispitz und Alpspitz (Liechtenstein)

Das Ellhorn ist ein markanter, 758 m hoher Schweizer Berg am Alpenrhein an der Grenze zwischen Liechtenstein und der Schweiz. Das Elltal trennt das Ellhorn vom benachbarten Fläscher Berg mit dem Regitzer Spitz.
Das Ellhorn gehört seit 1949 politisch zur Bündner Gemeinde Fläsch, davor zur Liechtensteiner Gemeinde Balzers.

## Lage
Obschon nicht besonders hoch, ist das Ellhorn doch eine markante Erhebung im Raum Sargans. Das Ellhorn gehört zur Gemeinde Fläsch, der nördlichsten Gemeinde des Kantons Graubünden, grenzt nördlich ans Fürstentum Liechtenstein und wird im Süden durch den Alpenrhein begrenzt. Vom Gipfel reicht der Blick zum Falknis, Vilan, zur Haldensteiner Calanda, zu den Schwarzen Hörnern, zum Hochfinsler und zum Gonzen.

## Geschichte
1755 zerschellte ein Floss, das ein Bündner Rekrutendetachement als Reisläufer in die Niederlande bringen sollte, auf dem Rhein am Ellhorn. Alle 100 Personen ertranken.
Aus militärplanerischer Sicht war die Zugehörigkeit des Ellhorns zum Fürstentum Liechtenstein vor 1948 in unmittelbarer Nähe der Festung Sargans ein Problem, insbesondere weil man dessen Anschluss an Österreich befürchtete. Schon 1934 hatte Genieoberst Hans Luzi Gugelberg von Moos vorgeschlagen, mit Liechtenstein einen Gebietsabtausch für das Ellhorn vorzunehmen. Als der Bundesrat 1938 diesen Vorschlag umsetzen wollte, war es zu spät, weil Nazi-Deutschland dafür sorgte, dass es zu keinem Landabtausch kam.
Das für die Festung Sargans strategisch wichtige Gebiet des Ellhorns wurde 1948 von der Schweiz durch Landabtausch mit Liechtenstein erworben und sofort mit einem Infanteriebunker (A 6229)⊙ und einer Kampfkaverne (A 6224)⊙ befestigt. Von 1940 bis 1985 unterhielt die Schweizer Armee östlich des Ellhorns das Artilleriewerk Tschingel, das taktisch zur Festung Magletsch bei Sargans gehörte.
Die Gemeinde Balzers erhielt am 15. August 1949 im Rahmen des Landabtausches 450'000 Quadratmeter Land von der Gemeinde Fläsch im Bereich der Mälsner Allmein und im Fläscher Riet zugesprochen. Zudem erliess die Schweiz Liechtenstein Schulden in Höhe von 1,8 Mio. Franken und bezahlte der Gemeinde Balzers zusätzlich eine Entschädigung von 412'000 Franken. Bei den Verhandlungen 1948 hatte die Schweiz unter anderem mit der Kündigung des Zollvertrags gedroht. Der Vertrag war vom Liechtensteiner Landtag mit 10 zu 5 Stimmen genehmigt worden, obwohl sich die Bevölkerung von Balzers am 21. November 1948 mit 302 zu 4 Stimmen in einer nicht verbindlichen Abstimmung dagegen ausgesprochen hatten. Die Liechtensteiner Regierung sah keine Möglichkeit, den 1918 gekündigten Zollvertrag mit Österreich zu erneuern. Sie befürchteten Widerstand von Seiten der Sowjetunion, die eine der vier Besatzungsmächte von Österreich war. Liechtenstein hatte diese durch die Aufnahme von russischen Flüchtlingen verärgert.

## Sagen und Legenden
Gemäss der Sage wohnte am Ellhorn ein Drache, der über den Alpenrhein herrschte.
Im Diebsloch (in der lokalen Mundart als Diabalöcher bezeichnet) versteckten sich in früheren Zeiten angeblich Schmuggler und Diebe vor der Bevölkerung von Balzers. Es befindet sich im südlichen Bereich des Ellhorns ⊙, ist exponiert und nur schwer zu erreichen.

## Botanik
Am Ellhorn finden sich trotz seiner niedrigen Höhe typisch alpine Arten wie die Feuerlilie, verschiedene Enziane und der Türkenbund.

## Klettersport
Die fast 300 Meter hohe, senkrecht gegen den Rhein abfallende Kalksteinfelswand lädt zum Klettern ein. Geklettert wird auch weiter südöstlich vom Gipfel im föhnexponierten, zum Teil steinschlaggefährdeten Motzentobel (auch Mozentobel) sowie im Biotop Petit Verdon, beide am Übergang vom Ellhorn zum Fläscher Berg. Die Routen am Ellhorn sind in den Schwierigkeitsgraden 5 bis 8.